# Rippey
Rippey és una població dels Estats Units a l'estat d'Iowa. Segons el cens del 2000 tenia 319 habitants.

## Demografia
Segons el cens del 2000, Rippey tenia 319 habitants, 125 habitatges, i 91 famílies. La densitat de població era de 146,6 habitants/km².
Dels 125 habitatges en un 38,4% hi vivien nens de menys de 18 anys, en un 53,6% hi vivien parelles casades, en un 12% dones solteres, i en un 27,2% no eren unitats familiars. En el 27,2% dels habitatges hi vivien persones soles el 12,8% de les quals corresponia a persones de 65 anys o més que vivien soles. El nombre mitjà de persones vivint en cada habitatge era de 2,55 i el nombre mitjà de persones que vivien en cada família era de 3,04.
Per edats la població es repartia de la següent manera: un 31% tenia menys de 18 anys, un 6,6% entre 18 i 24, un 27% entre 25 i 44, un 19,4% de 45 a 60 i un 16% 65 anys o més.
L'edat mediana era de 35 anys. Per cada 100 dones de 18 o més anys hi havia 93 homes.
La renda mediana per habitatge era de 33.611 $ i la renda mediana per família de 42.656 $. Els homes tenien una renda mediana de 25.833 $ mentre que les dones 24.531 $. La renda per capita de la població era de 14.344 $. Entorn del 3,4% de les famílies i el 6,6% de la població estaven per davall del llindar de pobresa.

## Poblacions més properes
El següent diagrama mostra les poblacions més properes.